# رونگ (دهانه)
رونگ یک دهانه برخوردی در ماه‌ است.